# Wartenfels (Adelsgeschlecht)

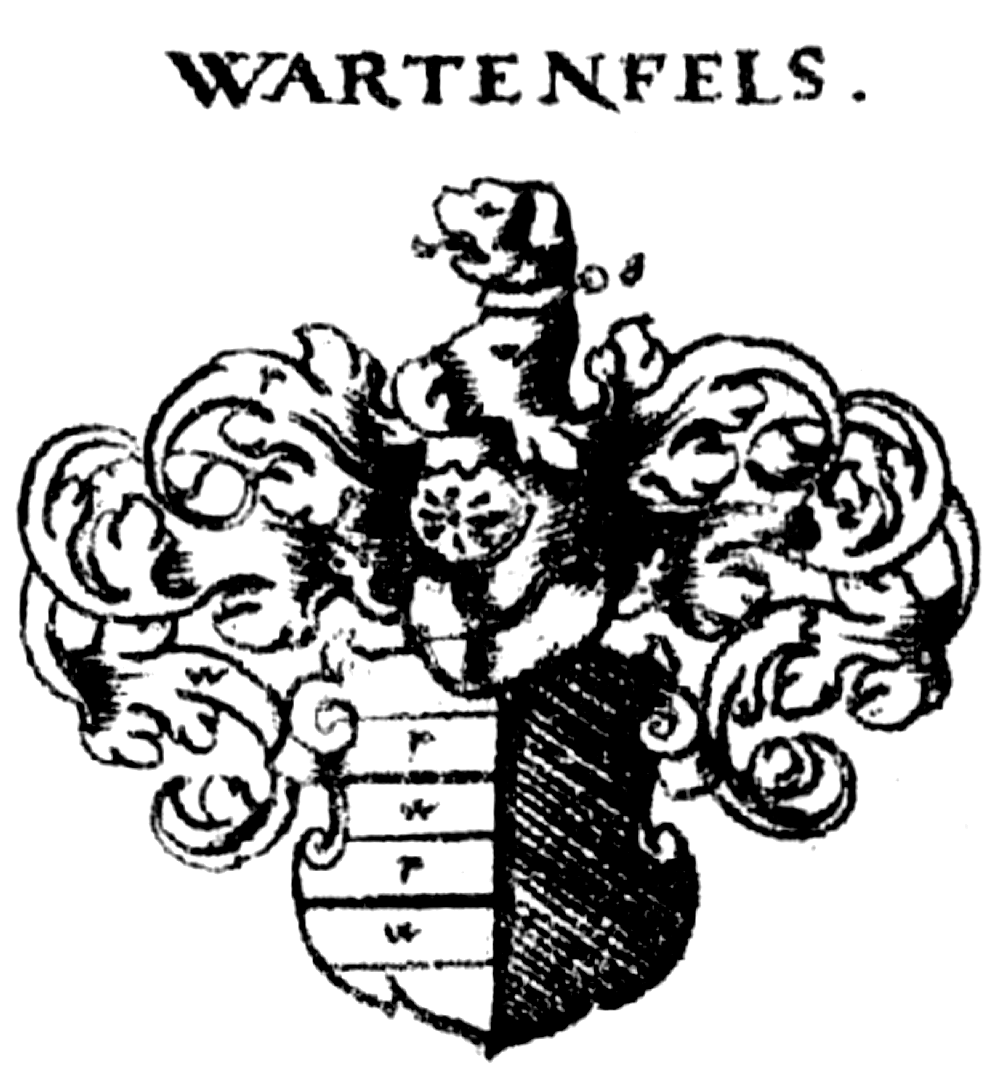
Wappen derer von Wartenfels in Siebmachers Wappenbuch, 1702

Schloss Wartenfels um 1760

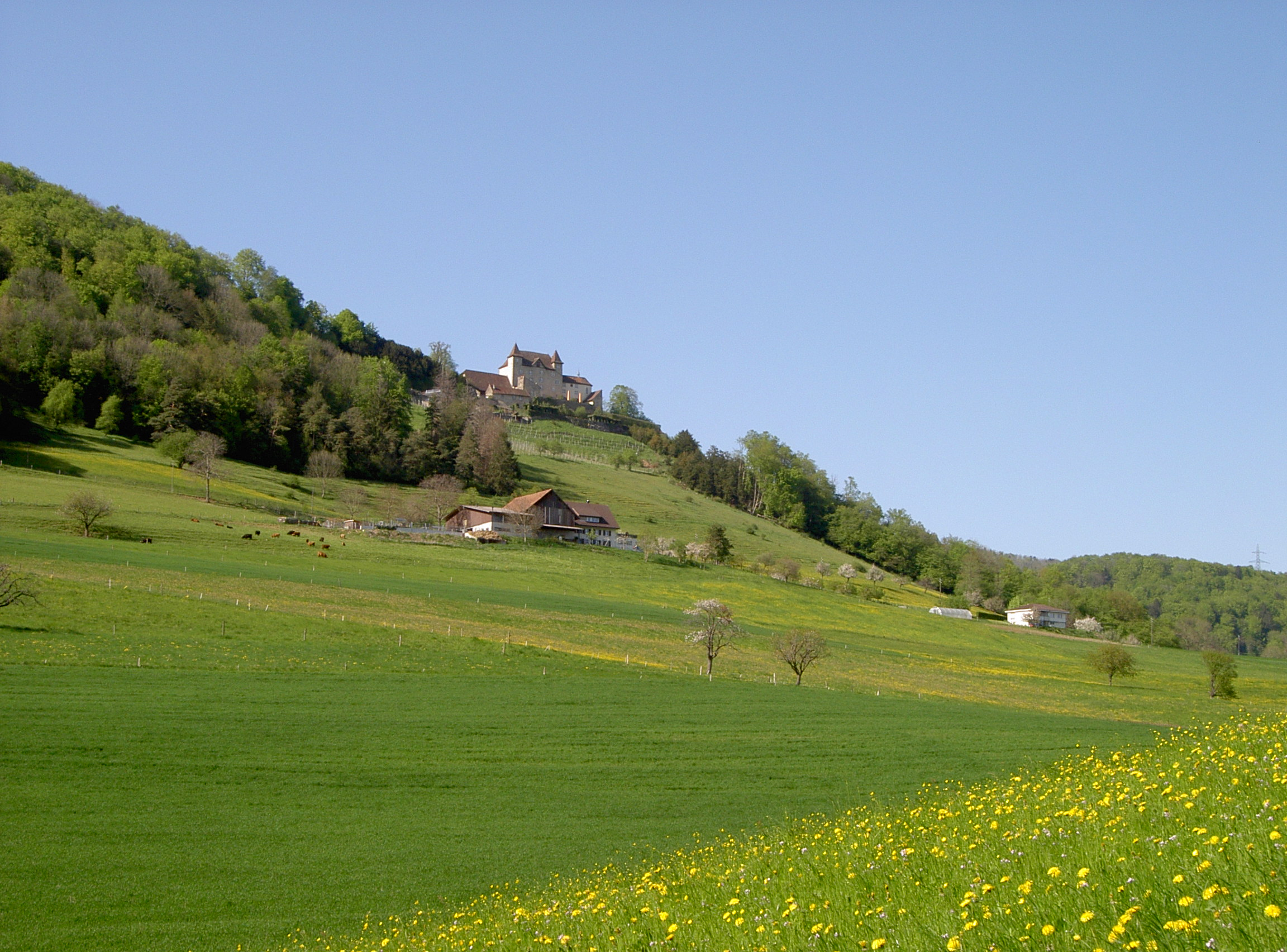
Schloss Wartenfels heute

Die Ritter und Freiherren von Wartenfels waren ein schweizerisches Adelsgeschlecht, das sich nach der gleichnamigen Burg bei Lostorf nannte. Die erste Erwähnung von Vertretern der Familie fällt ins frühe 13. Jahrhundert. Die Familie starb in der ersten Hälfte des 14. Jahrhunderts im Mannesstamm aus.

## Geschichte
Die beiden ersten Vertreter der Familie waren die Ritter Werner und Johann, die beide im Jahr 1250 als Zeugen in einer Urkunde aufgeführt wurden. Werner von Wartenfels soll bereits 1204 am Vierten Kreuzzug und an der Eroberung Konstantinopels teilgenommen und von dieser Reise wertvolle Reliquien mit nach Hause gebracht haben. Ob die nächste Generation von einem dieser beiden abstammt, ist nicht bekannt: Heinrich von Wartenfels vermachte dem Kloster St. Urban einen Gutshof im Dorf Lostorf, während sein mutmasslicher Bruder Rudolf Chorherr in Zofingen und ab 1290 dessen Propst war. Auch er machte als Propst im Namen seines Chorherrenstiftes dem Kloster St. Urban Vergabungen.
Heinrich von Wartenfels hatte zwei Söhne. Hug, vermutlich der jüngere der beiden, schlug eine geistliche Karriere ein und wurde Chorherr am Grossmünster in Zürich. Sein älterer Bruder Niklaus von Wartenfels übte im Jahr 1300 das Amt des Vorsitzenden am Hofgericht König Albrechts I. von Habsburg aus. Seine letzte bekannte Tätigkeit bestand 1323 darin, am Landgericht in der Landgrafschaft Buchsgau den Vorsitz zu führen und dem Landgrafen Rudolf III. von Neuenburg-Nidau Bericht zu erstatten. Das Landgericht tagte in diesem Jahr an der Dingstätte „Allerheiligenhaus“ an der Siggern. Niklaus trug den Freiherrentitel. Mit ihm starb die Familie im Mannesstamm aus. Er hinterliess eine Tochter namens Adelheid, deren erste Ehe mit einem Montfort kinderlos blieb. Nach dessen Tod heiratete sie den Freiherrn Johann von Tengen. Ihr Sohn, Johann der Jüngere von Tengen, führte im Jahr 1371 wie sein Grossvater den Vorsitz im Landgericht des Buchsgaus.
Ob die beiden Mitglieder des Berner Grossen Rats im 16. Jahrhundert, Vinzenz und Gilg von Wartenfels, dieser Adelsfamilie angehörten, ist nicht erwiesen. Später benannte sich die Solothurner Patrizierfamilie Grimm nach der Burg Wartenfels Grimm von Wartenfels. Zu diesem Geschlecht gehörte der Solothurner Politiker Heinrich Grimm von Wartenfels (1754–1821).
Die Besitzerfamilien aus Solothurn erweiterten die alte Burganlage zum Landsitz, der als Schloss Wartenfels bekannt ist.

## Wappen
Blasonierung: Gespalten, rechts fünf Mal von Silber und Rot geteilt, links Schwarz. Auf dem Helm mit rot-silbernen Helmdecken Kopf und Hals einer Bracke mit goldener Halsung.